# Latinski rat
Latinski rat se od 340. pr. Kr. do 338. pr. Kr. vodio između Rimske Republike i njenih pobunjenih saveznika iz Latinskog saveza. Rat je završio rimskom pobjedom nakon koje je Latinski savez raspušten, a teritorija njegovih članova došla pod neposrednu rimsku vlast.
Povod za pobunu latinskih saveznika bio je rimski uspjeh u Prvom samnitskom ratu 341. pr. Kr., nakon koje se rimska vlast bila proširila na bogatu Kampaniju. Sljedeće godine je delegacija latinskih saveznika došla u Rim tražiti da se Savez transformira tako da na sebe preuzme ovlasti Rimske Republike, odnosno da građani savezničkih gradova steknu pravo izbora u Senat, odnosno druge rimske institucije. Kada su Rimljani to odbili, došlo je do pobune među Latinima kojima su se priključili Kampanijci. Rimljanima je ostalo vjerno jedino latinsko pleme Laurentes, odnosno kampanijski vitezovi (equites).
Rimljane je iz nepovoljne situacije izvukao brzo sklopljeni savez sa Samnitima, njihovim dosadašnjim neprijateljima, isto kao i drakonske mjere kojima je konzul Tit Manlije uveo disciplinu u rimsku vojsku. Te su mjere urodile plodom kada je godine 340. pr. Kr. latinsko-kampanijska vojska poražena u bitci kod Vezuva. Godinu dana kasnije su latinski pobunjenici poraženi u bitci kod Trifanuma.
Iako su neka latinska plemena nastavila dugo godina pružati otpor, Latini su se morali pomiriti s nestankom Saveza, kao i s rimskom vlašću. Neki latinski gradovi su, pak, dobili status municipiuma, odnosno bili pretvoreni u rimske kolonije, postavši tako dio rimske države.